# Nicolaus Bulow
Nicolaus Bulow, auch Buelow, (* um 1465 in Lübeck; † wahrscheinlich 1548 in Moskau) war ein deutscher Arzt und Übersetzer.

## Leben und Wirken
Bulow kam aus einer bürgerlichen Familie, die eng mit der Kirche verbunden war. Einer seiner Onkel war ein Lübecker Domherr. Dies prägte Bulows spätere Interessen. Sein Vater Hans starb um 1477 in Lübeck und war verheiratet mit Greteke, geborene Wittenborg.
Ab 1480 studierte Bulow an der Universität Rostock und legte dort 1483/84 den Magister artium ab. Anschließend studierte er vermutlich Theologie. Ab 1490/91 lebte er in Russland, zunächst bis 1504 in Nowgorod, wenig später in Moskau. In der Zwischenzeit könnte er sich am Hof des Papstes Julius II. aufgehalten haben, von dem er 1506 nach Russland zurückkehrte. Ein entsprechender Besuch ist in Quellen zu finden.
Bulow hatte einen Ruf nach Nowgorod erhalten, um dort Tafeln der kirchlichen Festtage zu erstellen. Die in Russland gebräuchlichen byzantinischen Festkalender umfassten nur den Zeitraum bis 1492. In Nowgorod gehörte er dem geistig regen Umfeld des Erzbischofs Gennadij an. Daher übersetzte er einen Beitrag über die Zeitrechnung und einen gegen die Juden gerichteten Text von der lateinischen in die russische Sprache.
In Moskau arbeitete Bulow als Leibarzt des Großfürsten Vasilij III. Wahrscheinlich hatte er größtenteils nur Kenntnisse als Wundarzt. Zudem arbeitete er als Dolmetscher am Moskauer Hof. In den 1530er Jahren übersetzte er die medizinische Schrift des Johann Wonnecke von Kaub „Gaerde der Suntheit“. Als Vorlage hierfür verwendete er einen mittelniederdeutschen Druck von Steffen Arndes aus Lübeck. Er wurde 1534 unter Mithilfe des Metropoliten Daniel herausgegeben und erfuhr in Russland bis ins 18. Jahrhundert einen enormen Erfolg. Er ist unter unterschiedlichen Namen in mehreren Hunderten Handschriften in Russland erhalten, wobei er in mehreren Schritten stark umgeschrieben und an die russische Umgebung angepasst wurde.
Während der Zeit in Moskau verfasste Bulow Sendschreiben. Darin sprach er sich dafür aus, dass die russisch-orthodoxe Kirche mit der katholischen Kirche in Rom zusammengehen solle. Außerdem beschrieb er seine Erwartungen der Zukunft, für die er astrologische Gründe nannte. Bulow konnte sich offen für eine Vereinigung der Kirchen aussprechen, da er die russische Kirche nicht kritisierte. Er betonte stattdessen, was beide Kirchen grundsätzlich teilten und was somit eine Grundlage für eine Vereinigung sei. Bulow fand Unterstützer, aber auch Kritiker für seine Ideen. Zu den Gegnern gehörten Maksim Grek und der Mönch Filofej. Beide schrieben selbst Sendschreiben und Traktate, in denen sie ihre eigenen Überzeugungen darstellten.
Bulow verbreitete durch seine Kenntnisse und Übersetzertätigkeit in Russland Wissen über Medizin, Mathematik und andere Themengebiete. Außerdem beteiligte er sich äußerst aktiv an den geistigen Disputen in Moskau. Er trat ungewöhnlich früh in den kulturellen Beziehungen zwischen Deutschen und Russen auf und ist daher für dieses Gebiet von herausgehobener Bedeutung.
Bulow starb unverheiratet in Moskau.